# Grawimorfizm
Grawimorfizm – wpływ siły ciążenia na morfogenezę roślin. Jest jednym z procesów uczestniczących w korelacji wzrostowej.
Termin został wprowadzony przez Wareinga i Nasra w roku 1958. Zjawisko jest odpowiedzialne za biegunowość i grzbieto-brzuszność obserwowane głównie u młodych roślin. W wyniku odbioru informacji o kierunku siły ciążenia możliwe jest wytwarzanie korzeni jedynie na dolnej stronie pędów. Ten sam bodziec indukuje powstawanie drewna reakcyjnego u drzew. W gałęziach, których pozycja zostanie zmienione dochodzi do zaniku dominacji wierzchołkowej a dalszy rozwój ma miejsce głównie w jej górnej części. Wzrost gałęzi leżących poziomo nie jest stymulowany nawet jeżeli usunięte zostaną pąki i pędy leżące po jej górnej stronie. Grawimorfizm jest także procesem wpływającym na zakwitanie.
Do zmian w morfogenezie dochodzi w wyniku regulacji hormonalnej oraz modyfikacji w dystrybucji związków odżywczych.